# ナポリタン (カクテル)
ナポリタン（Neapolitan）は、リキュールベースのカクテル。

## 標準的なレシピ
- ホワイトキュラソー - 30ml
- ホワイトラム - 15ml
- オレンジキュラソー - 15ml

### 作り方
全ての材料をシェークしてカクテル・グラスに注げば完成である。

## 備考
- 3種類の材料の分量を均等にしたラムベースのカクテルは、ネアポリタン（Neapolitan）と呼ばれる[3][4]。
- このほか、同名で見た目も色も材料も異なる複数のカクテルが存在する[5][6][7]。